# Brandon (Lincolnshire)
Brandon – wieś w Anglii, w hrabstwie Lincolnshire, w dystrykcie South Kesteven. Leży 25 km na południe od Lincoln i 172 km na północ od Londynu.